# Персі Бріджмен
Персі Вільямс Бріджмен (англ. Percy Williams Bridgman, 21 квітня 1882 — 20 серпня 1961) — американський фізик, з 1919 професор Гарвардського університету (США). Відомий своїми дослідженнями в галузі фізики високих тисків. Нобелівська премія з фізики за 1946 рік. У філософії Бріджмен є одним із засновників операціоналізму.
Бріджмен народився в Кембриджі, США. Він вступив до Гарвардського університету в 1900, вивчав там фізику і з 1910 викладав в Гарварді, з 1919 як професор. У 1905 він почав дослідження деяких явищ при високих тисках. Через поломку установки йому довелося змінити її, в результаті чого він винайшов новий блок, що дозволяє одержувати тиск до 100 тисяч атмосфер (10 ГПа). Такі тиски стали величезним досягненням у порівнянні з тими, які досягалися до того — 3000 атмосфер (0,3 ГПа). Також його ім'я відоме у зв'язку з прокладкою Бріджмена і термодинамічним рівнянням Бріджмена.
За допомогою нової установки було досліджено численні нові явища, зокрема вплив тиску на електричний опір, а також поведінку рідин та твердих тіл при високих тисках.
У 1917 році Бріджмен отримав премію Румфорда Американської академії мистецтв і наук за досягнення у вивченні термодинаміки проривів від високого тиску.
Також Бріджмен відомий за дослідження електричної провідності металів і властивостей кристалів. Крім того, він писав книги з філософії сучасної науки, захищав концепцію операціоналізму. Також він був одним з 11 осіб, що підписали маніфест Рассела-Ейнштейна.
Після виявлення у нього раку з метастазами Бріджмен здійснив самогубство — застрелився з мисливської рушниці. У передсмертній записці він написав: «Суспільство не повинно змушувати людину робити це своїми руками. Ймовірно це останній день, коли я ще здатний зробити це сам». Згодом ця фраза часто цитувалась у дебатах на тему евтаназії.
2014 року Комісія з нових мінералів, номенклатури та класифікації Міжнародної мінералогічної асоціації, визнаючи внесок Бріджмена в дослідження в області високих тисків, затвердила нову назву бріджменіт для мінералу (Mg, Fe)SiO3 зі структурою перовськіту. Цей мінерал не зустрічається на поверхні Землі, але за оцінками є головною складовою нижньої мантії.

## Головні праці
- Dimensional Analysis. Yale University Press, 1922.
- The Logic of Modern Physics. Beaufort Books, 1927. Online excerpt. [Архівовано 5 червня 2019 у Wayback Machine.]
- Thermodynamics of Electrical Phenomena in Metals and a Condensed Collection of Thermodynamic Formulas. MacMillan, 1934.
- The Nature of Physical Theory. John Wiley & Sons, 1936.
- The Intelligent Individual and Society. MacMillan, 1938.
- The Nature of Thermodynamics. Harper & Row, Publishers, 1941.
- The Physics of High Pressure. G. Bell, 1952.
- The Way Things Are. Harvard Univ. Press., 1959.
- A Sophisticate's Primer of Relativity. Routledge & Kegan Paul, 1962.
- Collected experimental papers. Harvard University Press, 1964.
- Reflections of a Physicist. Arno Press, 1980; ISBN 0-405-12595-X